# Szkocka rasa wyżynna

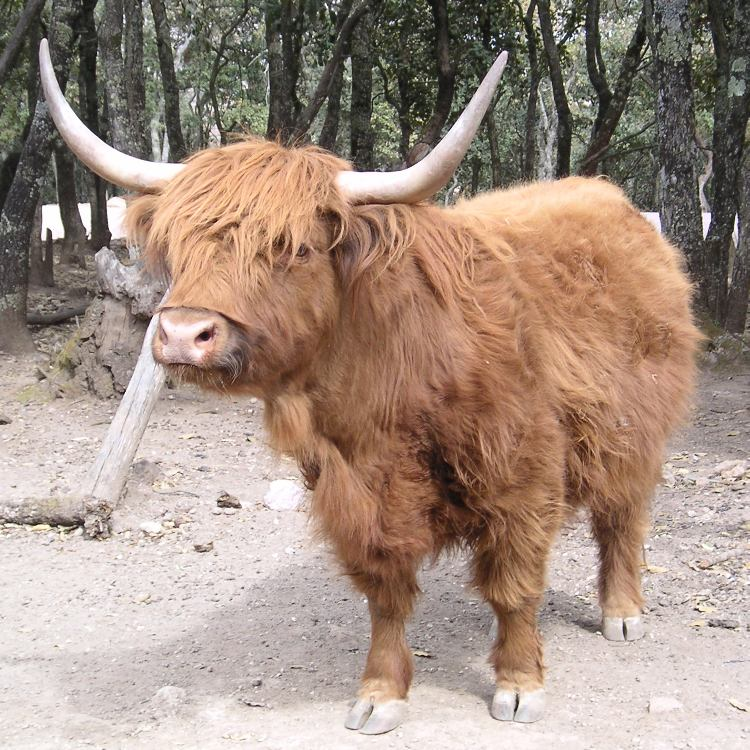
Krowa

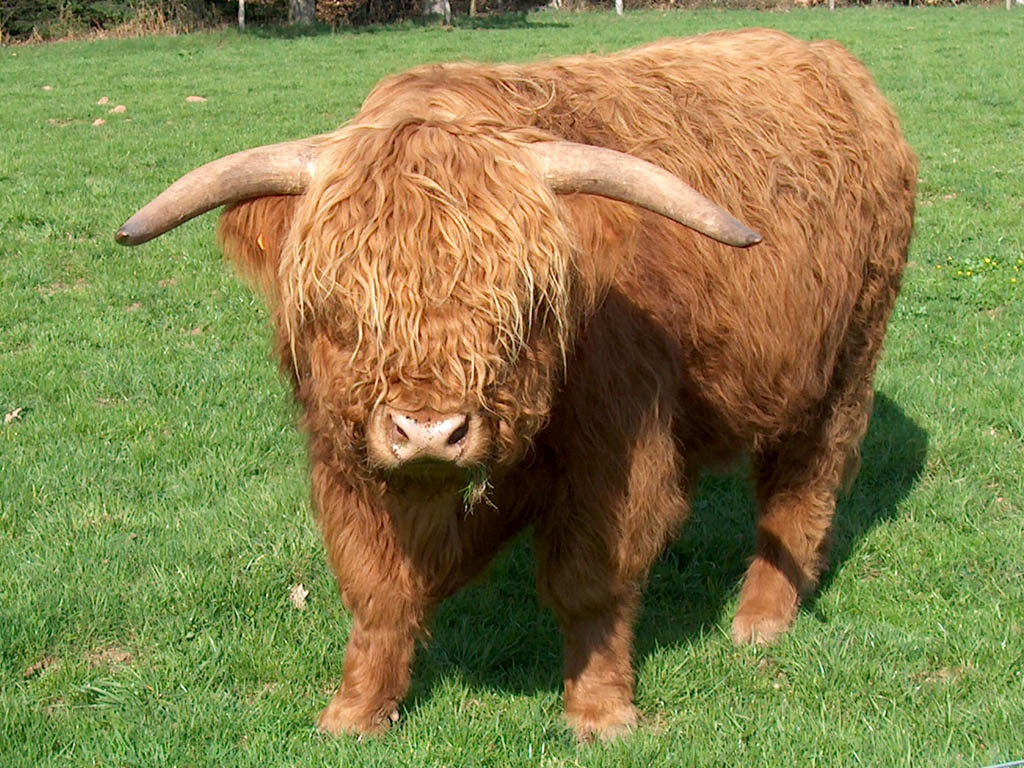
Byk

Szkocka rasa wyżynna (ang. Highland kettle) – stara szkocka rasa bydła, cechująca się długimi rogami i kudłatą sierścią. Rasa została wyhodowana w północnej Szkocji. Do Australii i Ameryki Północnej trafiła na początku XIX wieku. Powstała w wyniku krzyżówki dwóch ras, czarnej i rudej. Współcześnie, szkocką rasę wyżynną cechuje duża różnorodność barw. 
Rasa jest znana z dużej wytrzymałości na warunki naturalne (prawdopodobnie z powodu surowych warunków kraju ich pierwotnej hodowli), a także małej wybredności w spożywanej diecie. W zastępstwie grubej warstwy tłuszczu rasę przed zimnem chroni gruba, kudłata sierść, dzięki temu ich mięso jest chudsze niż tradycyjna wołowina.
Mięso pozyskiwane ze zwierząt rasy highland charakteryzuje się wyjątkowymi walorami kulinarnymi –  jest soczyste, marmurkowate, a dodatkowo posiada niską zawartość cholesterolu i marginalną ilość tłuszczu okrywowego, która jest odpowiednio o 38% i 4% niższa niż w przypadku innych ras bydła.
Na Wyspach Brytyjskich własne stado bydła rasy highland posiada rodzina królewska. Stado wypasane jest przy letniej rezydencji Windsorów – zamku Balmoral i liczy około 30 sztuk.